# Rob Cantor
Robert Howard Cantor, o simplemente Rob Cantor (Míchigan, 26 de agosto de 1983), es un cantante y compositor estadounidense. Es conocido por haber creado varios videos virales de música y por ser el vocalista, guitarrista y coescritor de la banda de Míchigan, Tally Hall.
En octubre de 2014, Cantor subió a YouTube una versión en vivo de su canción "Shia LaBeouf", en el que el actor del mismo nombre es representado como un caníbal que busca asesinar al oyente. La canción viene acompañada de una gran orquesta y un coro de niños que acompañan a la narración de Cantor. El video generó una gran repercusión poco después de su estreno. También es conocido por el video "29 Celebrity Impressions, 1 Original Song" y por su primer álbum como solista llamado Not a Trampoline.

## Vida personal
Cantor nació y creció en Bloomfield Hills, Míchigan, el hijo de David y Cathy Cantor. En 2002, ya ingresado en la universidad, formó Tally Hall con Andrew Horowitz y Zubin Sedghi. Se graduó de la Universidad de Míchigan en 2005, año en el que rechazó una beca en la facultad de medicina para dedicarse completamente a la música, más específicamente a Tally Hall.